# Hexakyanoželeznatan draselný
Hexakyanoželeznatan draselný (podle nového názvosloví hexakyanidoželeznatan draselný) je komplexní sloučeninou železa. Nazývá se též žlutá krevní sůl, někdy též ferrokyanid draselný. Jeho vzorec je K4[Fe(CN)6].

## Historie
Ačkoliv je v názvu slovo „krevní“, v krvi ji nenajdeme. Svůj název získala historicky, kdy se připravovala tavením potaše (K2CO3) s dusíkatými přírodními látkami (např. krví, kůží nebo masem zetlelých zvířat). Na rozdíl od červené krevní soli neuvolňuje ani ve stopovém množství kyanidové ionty CN−, které zabraňují buněčnému dýchání či dokonce přenosu kyslíku v krvi hemoglobinem.

## Použití
Slouží k výrobě barviv. Reakcí s železitými ionty vzniká modrá sraženina, známá jako berlínská (pruská) modř (Fe4[Fe(CN)6]3), čehož se využívá v kvalitativní analýze. Berlínská modř se dříve získávala z živočišných zdrojů. Vyžíháním sražené krve vznikla žlutá krevní sůl, která byla poté srážena pyritovými výluhy (Fe3+). V potravinářství a v silniční údržbě se používá jako protispékavá látka kuchyňské soli. Na potravinách je označována jako E536.